# Кёлер, Эльза
Эльза Кёлер (нем. Elsa Köhler, в российских источниках часто Келер, урождённая баронесса фон Дамвер, нем. von Dammwehr; 24 февраля 1879, Львов — 20 декабря 1940, Вена) — австрийский педагог и психолог.

## Биография
Дочь офицера, после выхода в отставку работавшего в управлении австрийских железных дорог. Потеряв отца в семилетнем возрасте, воспитывалась в пансионах для девочек и девушек. После выпуска из венского пансиона в 1899 году была приглашена воспитательницей к детям эрцгерцогини Марии Валерии и работала с принцами (восемь детей, родившихся в 1892—1904 гг.) до 1906 гг. Затем изучала во Франции французский язык и литературу, получив в 1908 году диплом Гренобльского университета. В 1909 г. вернулась в Вену и вплоть до 1920 г. работала в школе для девочек, короткое время изучала языкознание в Венском университете.
В 1921 г. Кёлер отправилась в Швецию для изучения тамошнего опыта школьного образования. В Варберге, в сотрудничестве со шведским педагогом Ингеборг Хамберг, начала свою исследовательскую деятельность. По возвращении в Вену в 1922 г. начала сотрудничать с Карлом Бюлером, под руководством которого защитила в 1926 г. докторскую диссертацию «Личность трёхлетнего ребёнка» (нем. Die Persönlichkeit des dreijährigen Kindes), в том же году вышедшую в Лейпциге как монография. Была активной участницей разработки и проведения австрийской школьной реформы, в начале 1930-х гг. работала также в Йене вместе с Петером Петерсеном над так называемым йенским планом школьных реформ. С 1934 г. на пенсии.
Наиболее значительные научные достижения Кёлер связаны с психологией младшего дошкольного возраста, в которой она сформулировала идею о кризисе трёх лет. Она также занималась вопросами дидактики преподавания иностранных языков (особенно французского), лонгитюдными исследованиями работы школьного класса и др.